# جنگ معنوی

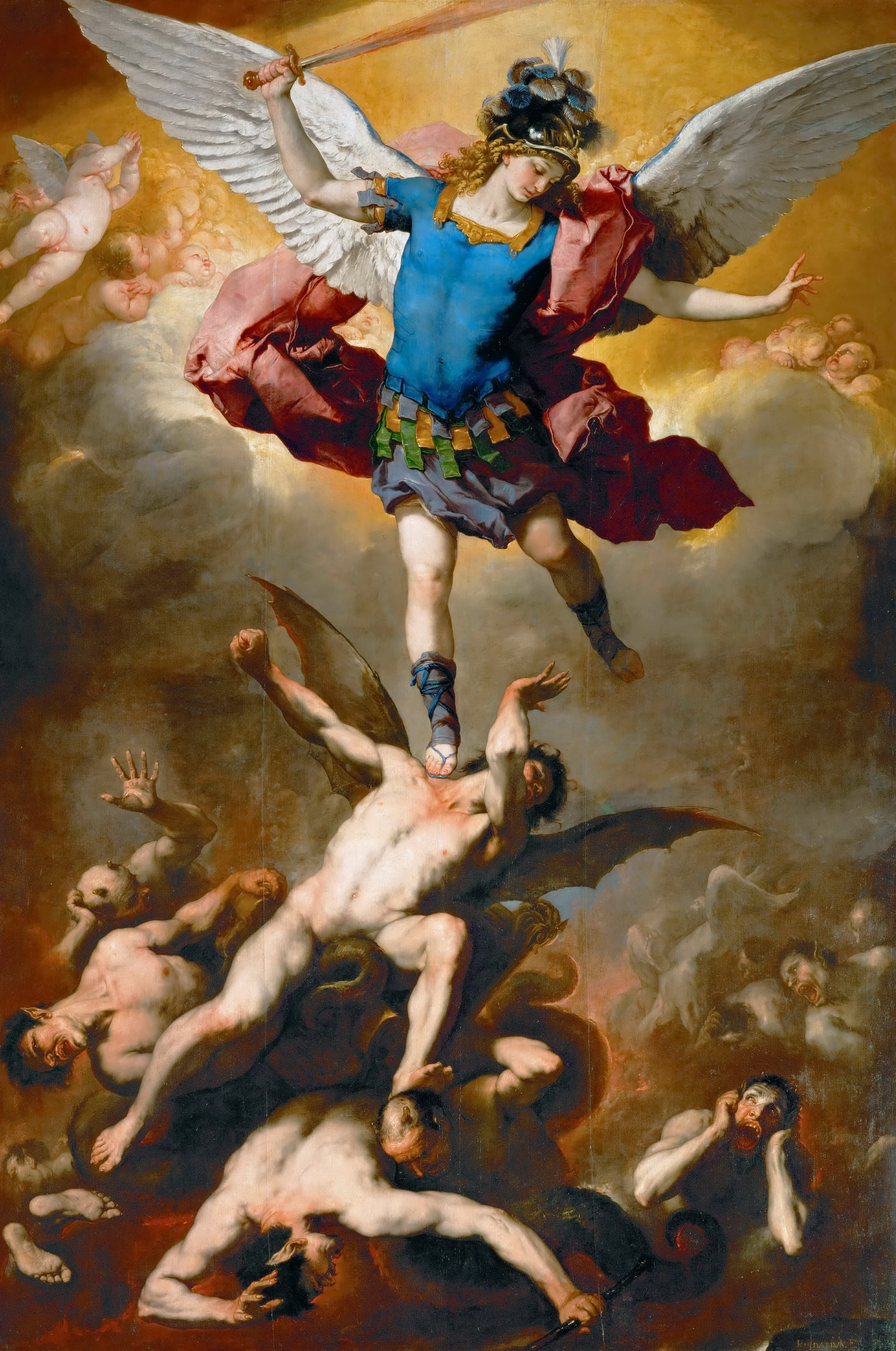
سقوط فرشتگان شورشی اثر لوکا جوردانو. تصویری رایج از جنگ معنوی

جنگ معنوی (انگلیسی: Spiritual warfare) مفهوم مسیحیت مبارزه با کار نیروهای شیطانی ماقبل طبیعی است. این بر اساس اعتقاد کتاب مقدس به ارواح شیطانی یا دمون است که گفته می‌شود به طرق مختلف در امور بشر دخالت می‌کنند. اگرچه جنگ معنوی یکی از ویژگی‌های برجسته کلیساهای نئوکاریزماتیک است، فرقه‌ها و گروه‌های مسیحی دیگر نیز شیوه‌هایی را اتخاذ کرده‌اند که ریشه در مفاهیم جنگ معنوی دارد، با دیوشناسی مسیحی اغلب نقشی کلیدی در این اعمال و باورها ایفا می‌کند.